# Dionne Warwick

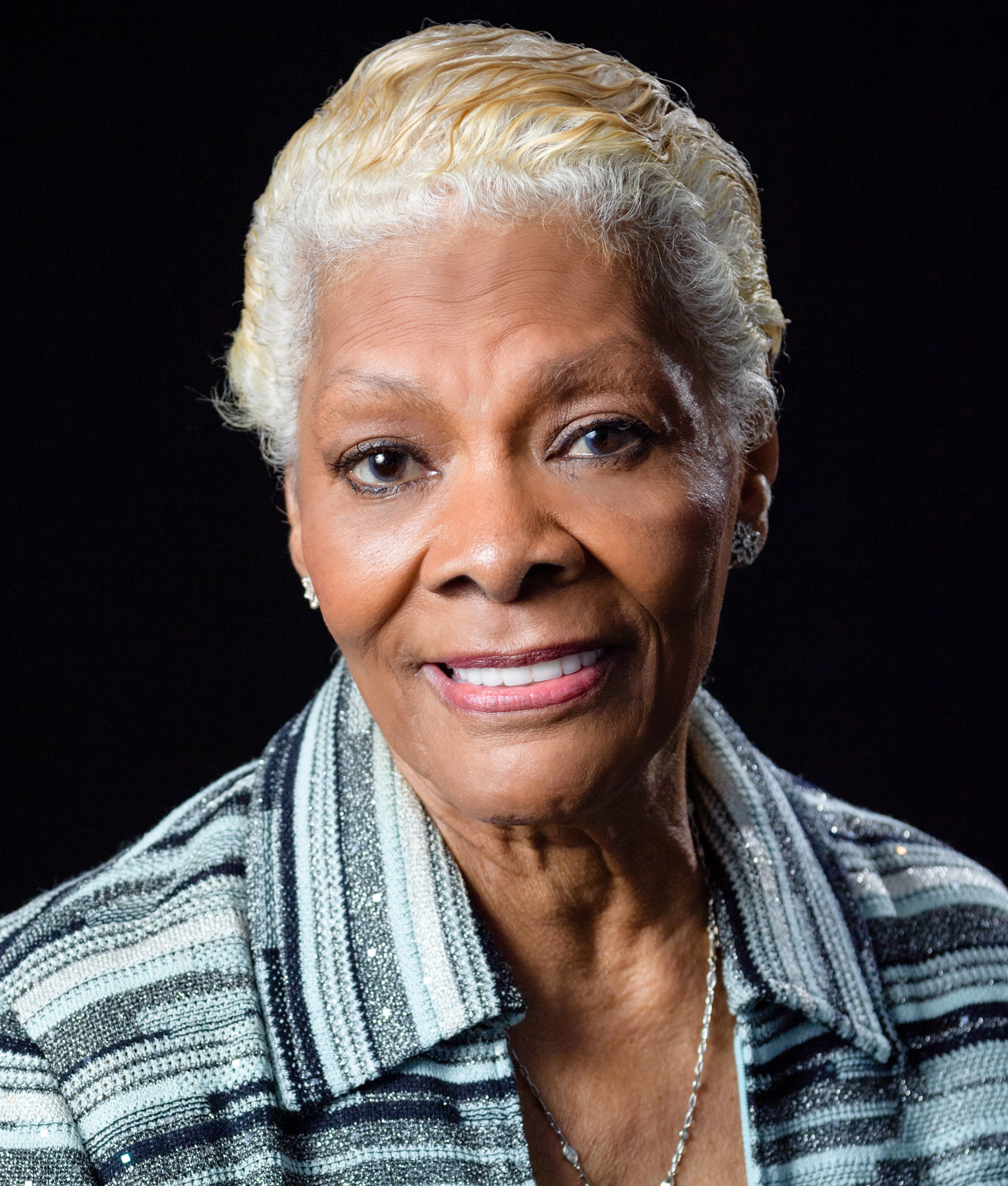
Dionne Warwick (2021)

Marie Dionne Warwick, eigentl. Warrick (* 12. Dezember 1940 in East Orange, New Jersey) ist eine US-amerikanische Sängerin und Fernsehmoderatorin. Die fünffache Grammy-Gewinnern ist laut dem Magazin Rolling Stone die „Pionier-Chanteuse des schwarzen Middle-of-the-Road-Pop“ und wurde besonders als Muse und Interpretin der Kompositionen von Burt Bacharach und Hal David berühmt. Sie ist die Schwester von Dee Dee Warwick, eine Nichte von Cissy Houston und eine Cousine von Whitney Houston.

## Karriere

### Frühe Jahre bis 1962

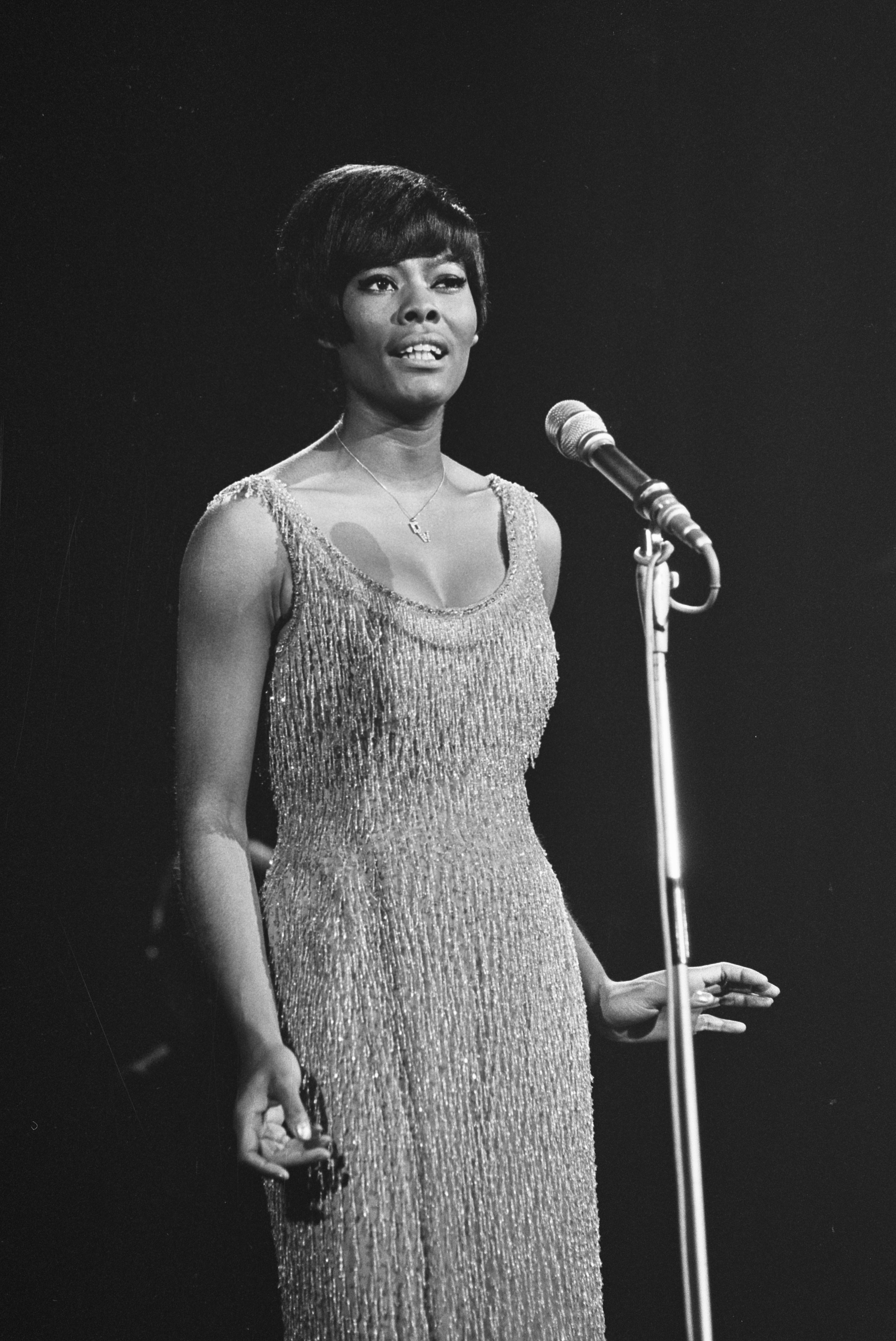
Dionne Warwick (1966)

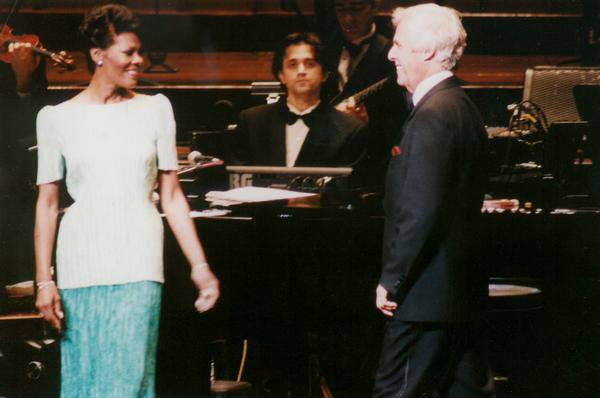
Dionne Warwick (links) und Burt Bacharach (1995)

Dionne Warwick wuchs in einer von Gospel-Musik geprägten Familie auf und sang mit ihrer Schwester Dee Dee, ihrer Mutter Lee Drinkard und deren Schwester Emily Drinkard, der späteren Cissy Houston, im Gospel-Chor The Drinkard Singers. Bei einer Plattensession der Drifters, bei der Warwick als Backgroundsängerin mitwirkte, wurde der Komponist Burt Bacharach auf die samtene Stimme der Sängerin aufmerksam.

### Erfolg mit Burt Bacharach und Hal David: Die Scepter-Jahre 1962 bis 1971
Ab 1962 schrieb er mit seinem Stammtexter Hal David für sie zahlreiche Hits, die teilweise zum Great American Songbook gehören. Beide übernahmen auch die Produktion der folgenden Singles und Alben. Don’t Make Me Over hieß ihre erste Single, die 1963 Platz 21 der US-amerikanischen Single-Charts erreichte. Durch einen Fehler der Plattenfirma wurde die Single unter dem Namen „Warwick“ statt „Warrick“ veröffentlicht; die Interpretin arrangierte sich mit dem Versehen und übernahm den Künstlernamen. Dem Label Scepter blieb Warwick bis 1971 treu.
Von 1963 bis 1972 nahm sie vorrangig Bacharach/David-Kompositionen auf und landete ihre größten Hits mit Titeln wie Anyone Who Had a Heart, Reach out for Me, Walk on By (1964), Message to Michael, Trains and Boats and Planes, I Just Don’t Know What to Do with Myself (1966), Alfie, The Windows of the World, I Say a Little Prayer (1967), Do You Know the Way to San José, Promises, Promises (1968), This Girl’s in Love with You, I’ll Never Fall in Love Again und Paper Maché (1970). Diese Lieder waren teilweise bereits davor von anderen Interpreten aufgenommen worden. Mit (Theme From) Valley of the Dolls aus der Feder von André und Dory Previn hatte sie auf Platz zwei ihre höchste Solo-Platzierung in den Vereinigten Staaten. Es handelte sich dabei um das Titellied zum Film Das Tal der Puppen. Von 1968 bis 1970 gewann Warwick für ihre Gesangsleistungen zweimal den Grammy für die beste weibliche Popstimme des Jahres.
Neben ihren regulären Studio-Alben, die hauptsächlich aus Bacharach/David-Kompositionen im sanften Pop-, Soul- und Easy-Listening-Stil bestanden, erschienen auch einige Projekte, die Warwicks Vielseitigkeit unterstrichen. Auf ihrem ersten Live-Album In Paris (1966), im Olympia aufgenommen, interpretierte die Sängerin Chansons und französische Versionen ihrer Hits. On Stage And In The Movies aus dem Jahre 1967 bot eine Auswahl an populären Liedern aus Musicals und Filmen. Zuvor hatte sie bereits auf ihren Studio-Alben vereinzelt Lieder dieser Genres interpretiert. 1968 widmete sich Warwick auf The Magic of Believing ihren Gospelwurzeln. Unterstützt wurde sie hierbei vom Gospel-Chor The Drinkard Singers. Ein weiteres Gospelalbum folgte 40 Jahre später mit Why We Sing. Auf Soulful, das 1969 veröffentlicht und von Chips Moman produziert wurde, interpretierte Warwick schließlich dem Titel gemäß Coverversionen berühmter Pop- und Soulhits im Rhythm-&-Blues-Stil, darunter drei Beatles-Kompositionen. Daneben wurden auch fremdsprachige Versionen von Warwicks Hits veröffentlicht, darunter französische und italienische Fassungen. In Deutschland erschien 1965 mit Geh' vorbei eine deutschsprachige Single, eine Fassung des Hits Walk on By.
1970 trat Warwick im Rahmen der Royal Variety Performance vor Queen Elizabeth The Queen Mother auf, einen Auftritt, den sie in einem Interview als ihren unvergesslichsten Auftritt bezeichnete.

### Bruch mit Bacharach/David: Die Warner-Jahre 1972 bis 1977
Auf astrologischen Rat hin hängte Dionne Warwick ab 1971 für vier Jahre ein angeblich glückbringendes „e“ an ihren Nachnamen, doch der Erfolg ließ langsam nach. 1972 wechselte sie gegen eine Rekordgage – sie erhielt den bis dahin höchstdotierten Plattenvertrag einer Sängerin in den Vereinigten Staaten – vom kleinen, unabhängigen Label Scepter zu Warner. Warwick arbeitete dort für die erste LP Dionne zunächst weiter mit Bacharach/David. Als erste Single wählte man jedoch If We Only Have Love, eine englische Fassung des Jacques Brel Chansons Quand on n'a que l'amour, die lediglich Platz 84 in den USA erreichte. Als Bacharach und David schließlich ihre Zusammenarbeit beendeten, arbeitete auch Warwick für die folgenden Warner-Projekte mit anderen Autoren und Produzenten zusammen. Es gelangen ihr jedoch nur noch kleinere Hits. Selbst eine Zusammenarbeit mit dem langjährigen Motown-Hit-Trio Holland–Dozier–Holland für das Album Just Being Myself (1973) und eine stärkere Hinwendung zum Soul vermochte die Sängerin nicht wieder auf Erfolgskurs zu bringen.

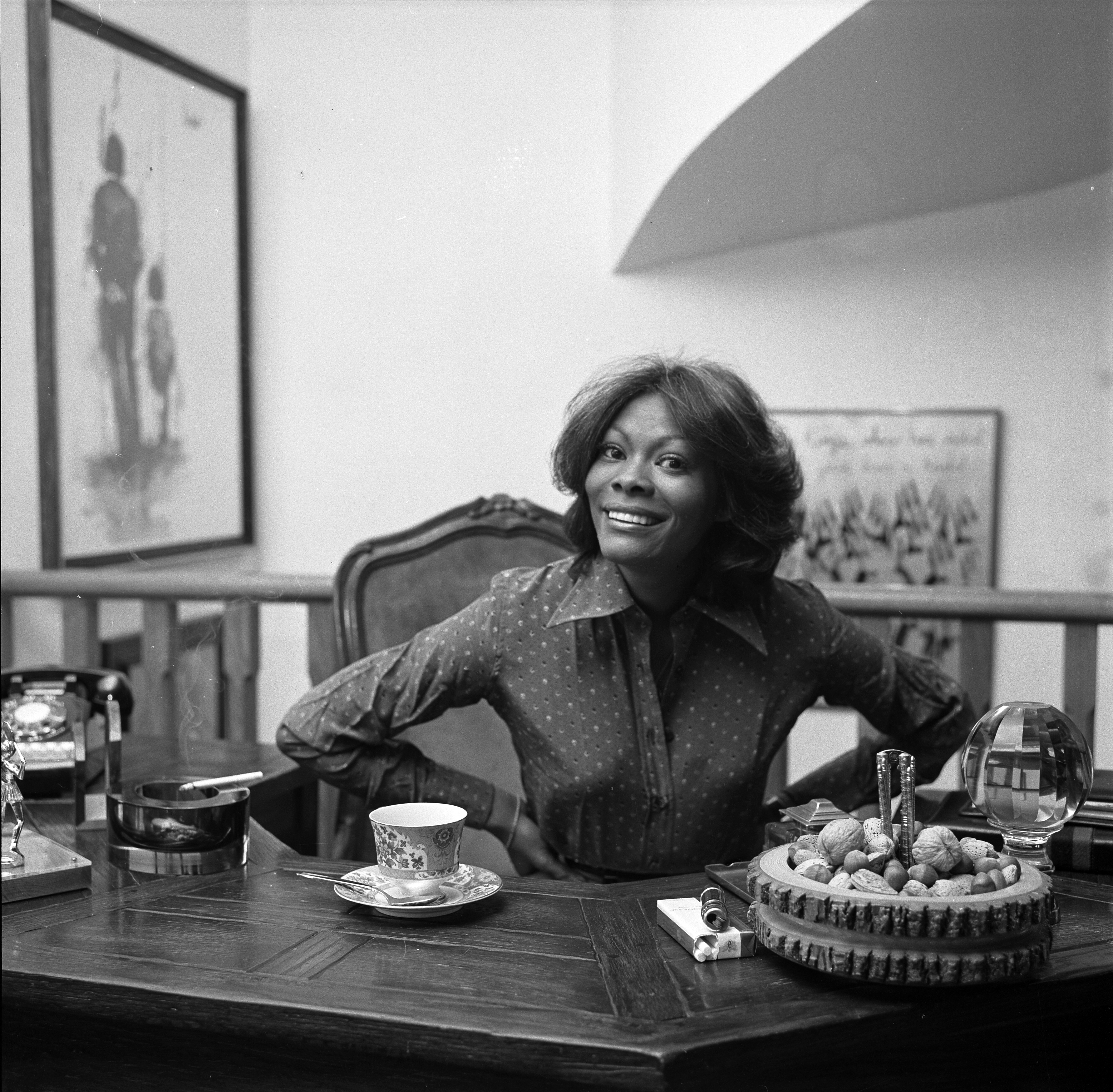
Dionne Warwick (1976)

Eine Ausnahme bildete das 1974 vom seinerzeit sehr erfolgreichen Philly-Soul-Songschreiber und Produzenten Thom Bell verantwortete Duett Then Came You mit der Detroiter Soul-Band The Spinners. Die auf Atlantic veröffentlichte Single entwickelte sich überraschend zu Warwicks erster Nummer eins in den Vereinigten Staaten. Das gleichnamige Album von Warwick, das bis auf den Titelsong von Jerry Ragovoy produziert wurde, hatte allerdings keinen größeren Erfolg. Für die nächste Produktion Track of the Cat entschied sich Warwick, die hierfür das angeblich glückbringende „e“ an ihrem Nachnamen wieder wegließ, erneut zu einer Zusammenarbeit mit Thom Bell, doch auch das war nicht von Erfolg gekrönt. Das fünfte und letzte Warner-Album vereinte Warwick mit den Pop-Produzenten Michael Omartian und Steve Barri, doch Love at First Sight verpasste die Top 200.
Besser lief es mit Isaac Hayes und dem erfolgreichen Live-Doppelalbum A Man and a Woman für ABC. Zu einem anhaltenden Comeback reichte es dennoch nicht.

### Rückkehr an die Chartspitze: Die Arista-Jahre 1979 bis 1990
Erst die Zusammenarbeit mit Barry Manilow im Jahre 1979 für das Album Dionne und ein erneuter Plattenfirmenwechsel zu Arista brachte Warwick langfristige Erfolge. I’ll Never Love This Way Again, ein Titel, der ein Jahr zuvor bereits von der Drei-Engel-für-Charlie-Darstellerin Cheryl Ladd aufgenommen worden war, erreichte Platz fünf der US-Charts und wurde mit dem Grammy für die beste weibliche Pop-Gesangsleistung ausgezeichnet. Einen weiteren erhielt sie für den Nachfolge-Hit Déjà-vu, allerdings für die beste R&B-Darbietung. Sie war damit die erste Sängerin überhaupt, die in einem Jahr in beiden Kategorien einen Grammy gewann. 1980 führte sie die Adult-Contemporary-Charts mit No Night so Long an.
1980 nahm Warwick das Angebot an, Moderatorin der neuen Fernseh-Popshow Solid Gold zu werden, die sich zum Quotenerfolg entwickelte. Warwick wurde jedoch bereits nach einer Staffel entlassen, da sie sich weigerte, mit der Country-Sängerin Tanya Tucker, die sie aus persönlichen Gründen nicht mochte, als Komoderatorin vor die Kamera zu treten. Warwick wurde durch Marilyn McCoo und Andy Gibb ersetzt, kehrte jedoch 1984 für die fünfte Staffel als Moderatorin zurück.
1982 ging Warwick mit Barry Gibb von den Bee Gees ins Studio. Heraus kam das weltweit erfolgreiche Album Heartbreaker mit dem gleichnamigen Top-Hit, den Warwick nicht ausstehen konnte. Weitere erfolgreiche Kollaborationen folgten 1983 mit Luther Vandross und dem Album und Titelsong How Many Times Can We Say Goodbye sowie 1984 mit Stevie Wonder für den Soundtrack zum Film Die Frau in Rot.
1985 sang Warwick beim Multi-Star-Benefiz We Are the World und belegte vier Wochen Nummer eins der US-Charts mit einer Coverversion des zuvor von Rod Stewart für einen schnell vergessenen Film-Soundtrack aufgenommenen Burt-Bacharach-Titels That’s What Friends Are For. Dieser Song war eine Zusammenarbeit mit Elton John, Gladys Knight und Stevie Wonder. Der Millionen-Erlös des Welthits floss der von Elizabeth Taylor gegründeten amerikanischen Aids-Hilfe amfAR zu, die davon in den ersten beiden Jahren ihrer Existenz ihr komplettes Budget bestreiten konnte.
Über die Jahre engagierte sich Warwick immer wieder für diese Institution und wurde mehrfach für ihr karitatives Engagement ausgezeichnet. Ihre Hit-Zeit schien dagegen 1987 nach dem erfolgreichen Duett Love Power mit Jeffrey Osborne und Platz zwölf in den Vereinigten Staaten endgültig vorbei zu sein.
Ein Album mit Cole-Porter-Titeln 1990, ihre Reunion mit Bacharach und David im Jahre 1993, Sunny Weather Lover aus dem Album Friends Can Be Lovers, Bossa-Nova-Aufnahmen 1994 auf dem Album Aquarela Do Brasil und ein Duett mit dem Dieter-Bohlen-Projekt Blue System (It’s All Over) erzielten nicht die gewünschten Umsätze, auch wenn der zuletzt genannte Titel sich einige Wochen in den unteren Regionen der deutschen Single-Charts wiederfand. 1998 nahm sie für das Album Dionne Sings Dionne viele ihrer alten Klassiker noch einmal im neuen Gewand auf. So erreichte sie zwar elf Jahre nach ihrem letzten Hit wieder die Single-Charts, kam aber mit einer Hip-Hop-Version von What the World Needs Now Is Love mit diversen Rap- und Hip-Hop-Künstlern wie Bobby Brown und Coolio nicht über Platz 87 hinaus.

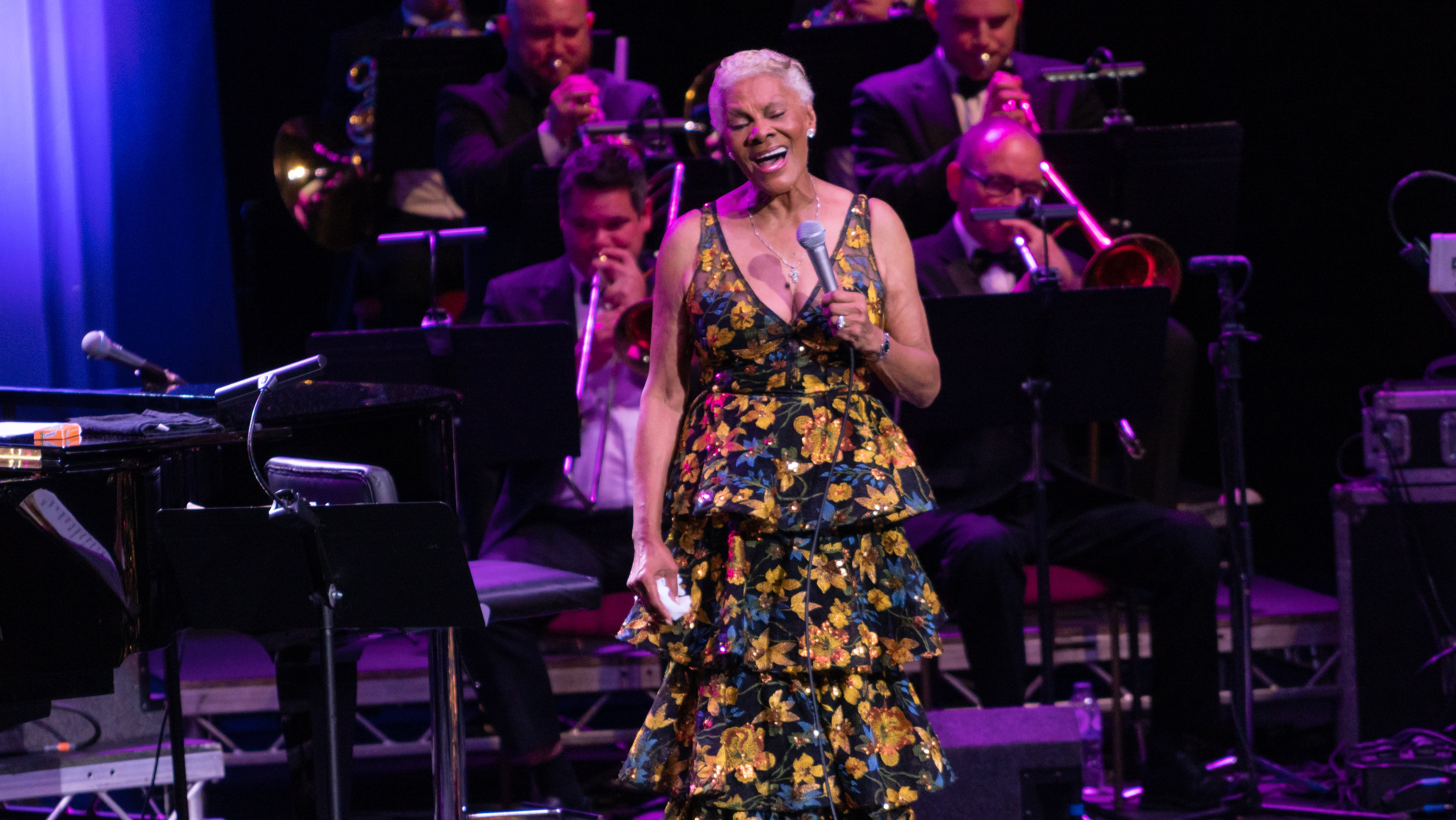
Dionne Warwick (2018)

Zudem machte die Künstlerin vermehrt negative Schlagzeilen. Das Psychic Friends Network, für das sie als Moderatorin und in der Werbung auftrat, ging pleite und kratzte am guten Ruf der Sängerin. 2002 wurde sie in Miami von der US-Drogenfahndung mit elf Marihuana-Zigaretten kurzfristig festgehalten. Angeblich waren diese lediglich als Therapeutikum gegen den Grünen Star gedacht.
2004 wurden vier große Diven-Konzerte mit Warwick, Whitney Houston und Natalie Cole angekündigt. Aufgrund der vom Veranstalter stark überschätzten Nachfrage mussten die Veranstaltungen aus den geplanten Stadien, z. B. in der „Arena auf Schalke“, in – dann aber ausverkaufte – Hallen wie die Olympiahalle München verlegt werden. Das Konzert am Brandenburger Tor, das als erstes vorgesehen war, wurde vom Veranstalter Tchibo jedoch abgesagt.
Warwick lebte bis 2005 zeitweise in Bahia (Brasilien), wo sie ein Haus besaß. Aus diesem Grund singt Warwick in ihren Konzerten meist auch ein Potpourri brasilianischer Kompositionen.
2010 erschien ihre Autobiografie My Life, as I See It.
Im Februar 2020 nahm Warwick als Mouse an der dritten Staffel des US-amerikanischen Ablegers von The Masked Singer teil und belegte den 14. von insgesamt 18 Plätzen. Große Medienaufmerksamkeit erhielten ihre regelmäßigen Tweets auf Twitter, die sie seit Ende 2020 persönlich veröffentlicht. Zuvor hatte das ein Social-Media-Team übernommen.
Im Dezember 2023 nahm Warwick als Weather an der fünften Staffel des britischen Ablegers von The Masked Singer teil und erreichte den zwölften Platz.
Im September 2025 gibt Warwick unter dem Motto "One Last Time, Germany" vier exklusive Abschiedskonzerte in Bremen, Duisburg, Baden-Baden und Berlin. Begleitet wird sie dabei von ihrer Band und einem Orchester. Die Produktion der Show erfolgt in Bremen.

## Privates
Dionne Warwick war von 1966 bis zum Mai 1967 mit Schauspieler und Schlagzeuger William „Bill“ Elliott verheiratet. Nach der Scheidung versöhnten sie sich wieder und heirateten im August 1967 in Mailand erneut. Aus der Ehe gingen die Söhne David (* 18. Januar 1969) und Damon William (* 21. März 1973) hervor. Im Dezember 1975 wurden Warwick und William Elliott erneut geschieden. William Elliott starb im Oktober 1983 im Alter von 49 Jahren an den Folgen eines Herzinfarkts.
Beide Söhne folgten der Mutter ins Musikgeschäft und arbeiteten mehrfach mit ihr zusammen. Damon Elliott war als Produzent unter anderem für P!nk, Jessica Simpson oder Destiny’s Child tätig. Die Tochter von David Elliott, Cheyenne, ist ebenfalls als Sängerin tätig. Sie trat mit Warwick live auf, begleitete sie auf ihren Tourneen und nahm mit ihr unter anderem das Duett Love Will Find a Way für das 2006er Album von Warwick My Friends & Me auf.

## Diskografie
Studioalben

| Jahr | Titel                                               | Höchstplatzierung, Gesamtwochen, AuszeichnungChartplatzierungen (Jahr, Titel, Platzierungen, Wochen, Auszeichnungen, Anmerkungen) | Höchstplatzierung, Gesamtwochen, AuszeichnungChartplatzierungen (Jahr, Titel, Platzierungen, Wochen, Auszeichnungen, Anmerkungen) | Höchstplatzierung, Gesamtwochen, AuszeichnungChartplatzierungen (Jahr, Titel, Platzierungen, Wochen, Auszeichnungen, Anmerkungen) | Höchstplatzierung, Gesamtwochen, AuszeichnungChartplatzierungen (Jahr, Titel, Platzierungen, Wochen, Auszeichnungen, Anmerkungen) | Höchstplatzierung, Gesamtwochen, AuszeichnungChartplatzierungen (Jahr, Titel, Platzierungen, Wochen, Auszeichnungen, Anmerkungen) | Anmerkungen                                                    |
| Jahr | Titel                                               | DE | AT | CH | UK | US | Anmerkungen                                                    |
| ---- | --------------------------------------------------- | --- | --- | --- | --- | --- | -------------------------------------------------------------- |
| 1963 | Presenting Dionne Warwick                           | — | — | — | UK14 (10 Wo.)UK | — | Erstveröffentlichung: 10. Februar 1963                         |
| 1964 | Make Way for Dionne Warwick                         | — | — | — | — | US68 (20 Wo.)US | Erstveröffentlichung: 31. August 1964                          |
| 1965 | The Sensitive Sound of Dionne Warwick               | — | — | — | — | US107 (9 Wo.)US | Erstveröffentlichung: 15. Februar 1965                         |
| 1965 | Here I Am                                           | — | — | — | — | US45 (29 Wo.)US | Erstveröffentlichung: 21. Dezember 1965                        |
| 1966 | Here Where There Is Love                            | — | — | — | UK39 (2 Wo.)UK | US18 Gold · (66 Wo.)US | Erstveröffentlichung: 4. Dezember 1966                         |
| 1967 | On Stage and in the Movies                          | — | — | — | — | US169 (9 Wo.)US | Erstveröffentlichung: 14. Mai 1967                             |
| 1967 | The Windows of the World                            | — | — | — | — | US22 (31 Wo.)US | Erstveröffentlichung: 31. August 1987                          |
| 1968 | Valley of the Dolls                                 | — | — | — | UK10 (13 Wo.)UK | US6 Gold · (48 Wo.)US | Erstveröffentlichung: 23. März 1968                            |
| 1968 | Promises, Promises                                  | — | — | — | — | US18 (39 Wo.)US | Erstveröffentlichung: November 1968                            |
| 1969 | Soulful                                             | — | — | — | — | US11 (28 Wo.)US | Erstveröffentlichung: April 1969                               |
| 1970 | I’ll Never Fall in Love Again                       | — | — | — | — | US23 (39 Wo.)US | Erstveröffentlichung: 27. April 1970 Grammy (Pop Vocal Female) |
| 1970 | Very Dionne                                         | — | — | — | — | US37 (24 Wo.)US | Erstveröffentlichung: Dezember 1970                            |
| 1972 | Dionne                                              | — | — | — | — | US54 (14 Wo.)US | Erstveröffentlichung: 1972 als Dionne Warwicke                 |
| 1973 | Just Being Myself                                   | — | — | — | — | US178 (8 Wo.)US | Erstveröffentlichung: 1973 als Dionne Warwicke                 |
| 1975 | Then Came You                                       | — | — | — | — | US167 (6 Wo.)US | Erstveröffentlichung: 1975 als Dionne Warwicke                 |
| 1975 | Track of the Cat                                    | — | — | — | — | US137 (15 Wo.)US | Erstveröffentlichung: 1975                                     |
| 1979 | Dionne                                              | — | — | — | — | US12 Platin · (54 Wo.)US | Erstveröffentlichung: Mai 1979                                 |
| 1980 | No Night So Long                                    | — | — | — | — | US23 (25 Wo.)US | Erstveröffentlichung: 18. Juli 1980                            |
| 1982 | Friends in Love                                     | — | — | — | — | US83 (12 Wo.)US | Erstveröffentlichung: 14. April 1982                           |
| 1982 | Heartbreaker                                        | DE18 (22 Wo.)DE | AT10 (4 Wo.)AT | — | UK3 Platin · (33 Wo.)UK | US25 Gold · (28 Wo.)US | Erstveröffentlichung: 28. September 1982                       |
| 1983 | How Many Times Can We Say Goodbye / So Amazing (UK) | — | — | — | UK60 (2 Wo.)UK | US57 (17 Wo.)US | Erstveröffentlichung: 29. September 1983                       |
| 1985 | Finder of Lost Loves / Without Your Love (UK)       | — | — | — | UK86 (2 Wo.)UK | US106 (11 Wo.)US | Erstveröffentlichung: 24. Januar 1985                          |
| 1985 | Friends                                             | — | — | — | — | US12 Gold · (26 Wo.)US | Erstveröffentlichung: 25. November 1985                        |
| 1987 | Reservations for Two                                | — | — | — | — | US56 (27 Wo.)US | Erstveröffentlichung: 30. Juli 1987                            |
| 1990 | Dionne Warwick Sings Cole Porter                    | — | — | — | — | US155 (9 Wo.)US | Erstveröffentlichung: 11. Juni 1990                            |
| 1994 | Christmas in Vienna II                              | DE41 (6 Wo.)DE | AT7 (2 Wo.)AT | — | UK60 (2 Wo.)UK | — | Erstveröffentlichung: November 1994 mit Plácido Domingo        |
| 2012 | Now                                                 | — | — | — | UK57 (2 Wo.)UK | — | Erstveröffentlichung: 6. November 2012                         |

grau schraffiert: keine Chartdaten aus diesem Jahr verfügbar
Filmografie (Auswahl)

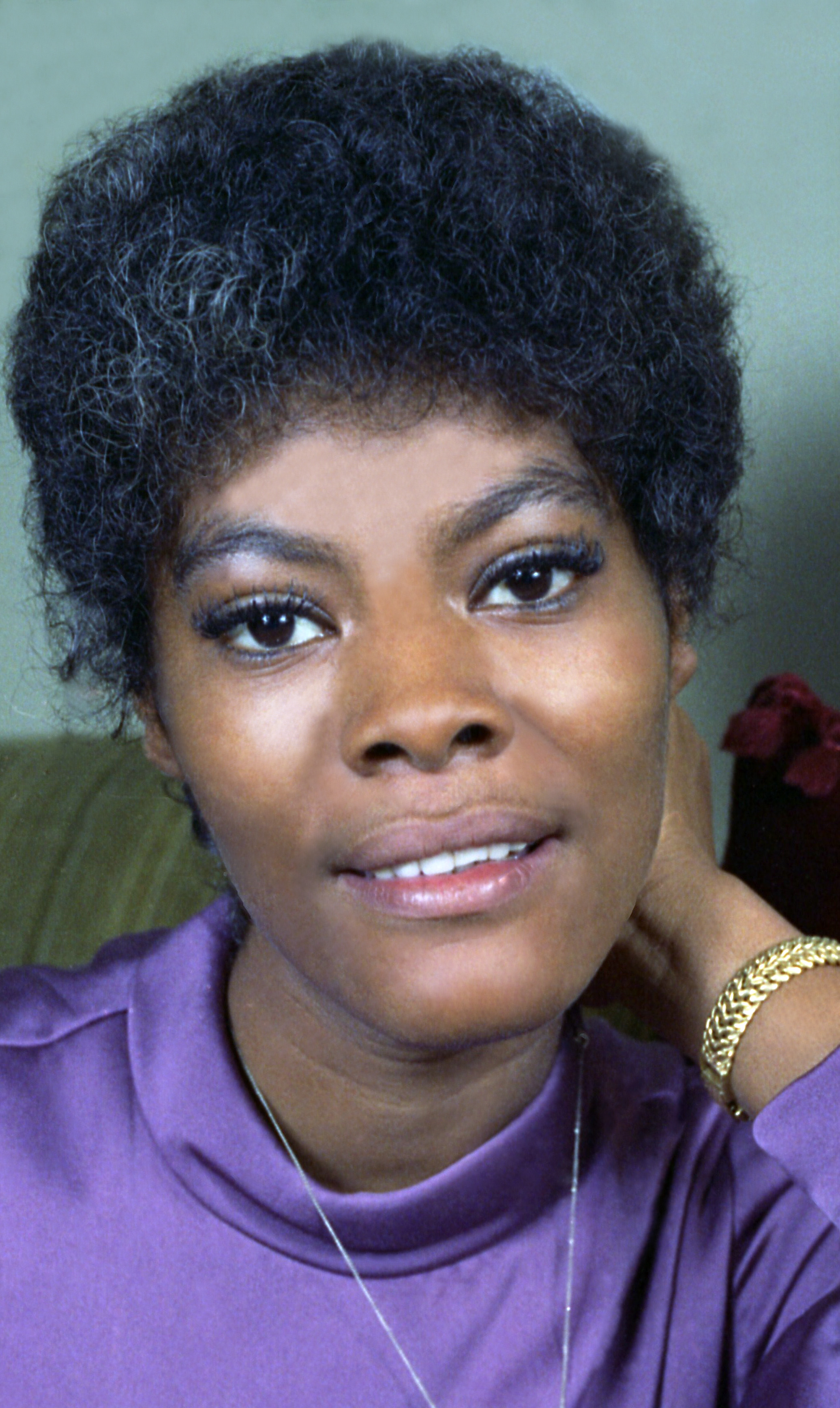
Dionne Warwick, 1973 (Foto: Allan Warren)

- 1968 Dionne Warwick: Don’t Make Me Over – Dokumentarfilm
- 1969 Slaves – Drama
- 1970 The Name of the Game – Fernsehserie (2 Folgen)
- 1977 Der Tag, an dem die Musik starb – Dokumentation
- 1988 Rent-a-Cop – Komödie

## Auszeichnungen
- Grammy Awards
  - 1969: Best Female Contemporary-Pop Vocal Performance für Do You Know the Way to San Jose?
  - 1971: Best Female Contemporary Vocal Performance für I’ll Never Fall in Love Again
  - 1980: Best Female Pop Vocal Performance für I’ll Never Love This Way Again
  - 1980: Best Female R&B Vocal Performance für Déjà vu
  - 1987: Song of the Year für That’s What Friends Are For
  - 1987: Best Pop Performance by a Duo or Group with Vocals für That’s What Friends Are For

- Grammy Hall of Fame Award
  - 1998: Walk On By
  - 2000: Don’t Make Me Over

- Cash Box Magazine-#1 Female Vocalist, 1964
- Cash Box Magazine-#1 R & B Female Vocalist; #2 Pop, 1966
- Cash Box Magazine-#2 R & B;# 2 Pop, 1967
- Cash Box Magazine-#2 R & B;# 2 Pop, 1968
- Cash Box Magazine-#1 Female Vocalist (Albums and Singles), 1969
- Cash Box Magazine-#1 Female Vocalist (Albums and Singles), 1970
- Cash Box Magazine-#1 Female Vocalist (Albums and Singles), 1971
- NARM (National Association of Record Mercandisers) #1 Popular Vocalist-Female 1964, 1966, 1967, 1968, 1969, 1970.

- NAACP Image Awards Entertainer of the Year, 1986
- American Music Awards-Special Recognition, „That’s What Friends Are For“, 1987
- Billboard Music Awards #1 Single of the Year, „That’s What Friends Are For“, 1987
- ACE Award Nominee for “Sisters in the Name of Love”, Dionne Warwick (HBO-1987)
- United States Ambassador of Health-Appointed 1987
- ASCAP Lifetime Achievement Award, 1998
- National Academy of Popular Music/Songwriters Hall of Fame-Hitmaker Award, 2001
- ASCAP Heroes Award, 2002
- United Nations Global Ambassador for the Food and Agriculture Organization-appointed 2002
- Women’s World Award-Lifetime Achievement Award, 2003
- Rhythm & Blues Foundation-Lifetime Achievement Award, 2003
- Goldene Kamera in der Kategorie „Lebenswerk Musik“, 2012
- Lifetime Achievement Award, Baloise Session Award, 2012[28]
- Ehrenpreis des Deutschen Nachhaltigkeitspreises, 2013